# Filamento (botánica)

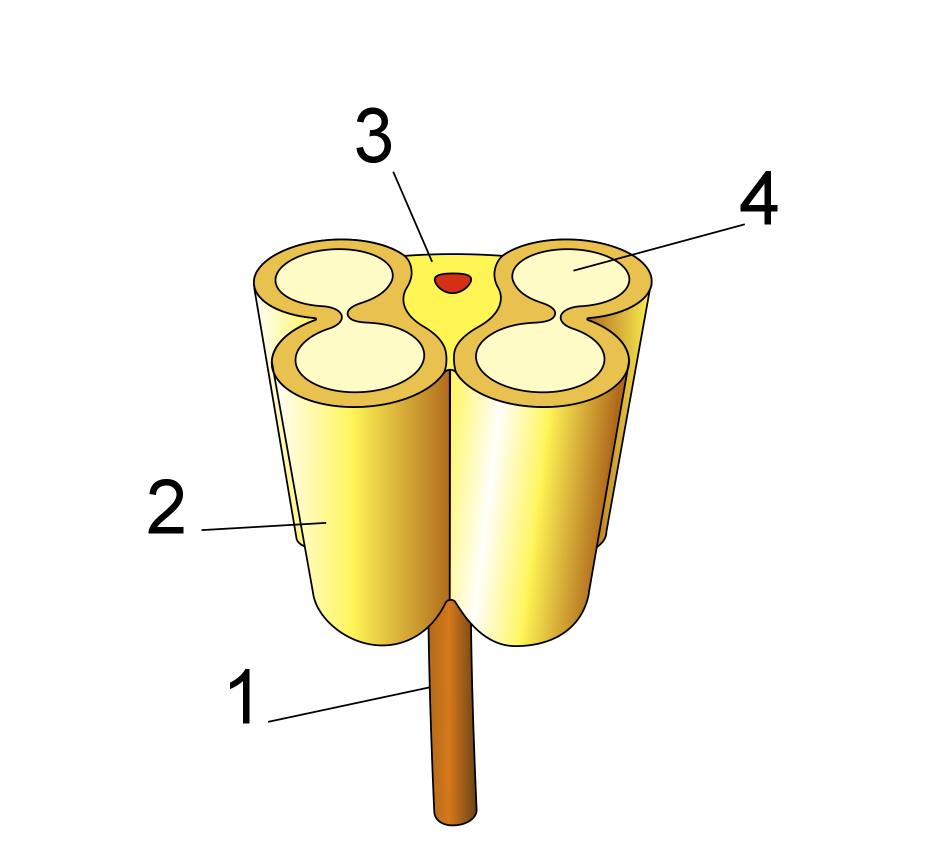
Diagrama de una antera en sección transversal. 1: Filamento; 2: Teca; 3: Conectivo (los vasos conductores en rojo); 4: Saco polínico (también llamado esporangio).

La palabra filamento proviene del latín filamentum. Se denomina a la parte basal estéril de un estambre. Como norma general de forma filamentosa, que se sitúa por debajo de la antera y la sostiene. Varía mucho de forma y tamaño, dependiendo de la familia: puede ser laminar, como en ciertas familias primitivas (p. ej. Degeneriaceae), estar dividido (p. ej., en ciertas especies del género Allium) o presentar apéndices de forma variable. El filamento presenta un haz fibrovascular a todo lo largo, rodeado de parénquima y cubierto por epidermis. Si el filamento es imperceptible o falta, se dice que la antera es sésil.